# Canal de la Piracema
El canal de la Piracema, también denominado canal de Piracema, es un polémico curso fluvial artificial del Nordeste del Paraguay que opera como un enorme sistema de transferencia para peces, para que los mismos puedan en sus migraciones superar los 120 metros de desnivel que existen entre el embalse creado por la represa de Itaipú —en el límite brasileño-paraguayo— y las aguas del río Alto Paraná situadas al pie del murallón. 
Su sector medio también posee un canal anexo, subordinado en su alimentación y desagüe al sistema principal, diseñado especialmente para la práctica de disciplinas deportivas acuáticas, entre las cuales destacan el canotaje, eslalon, rafting y surf de remo. Esta sección es denominada canal Itaipú, canal de aguas bravas o sector de aguas bravas canal de Itaipú.

## Situación e historia
Se sitúa en el Noroeste del Paraguay, en el ángulo Noroeste del estado de Paraná, muy próximo a las fronteras con el Brasil y la Argentina. Se encuentra a pocos kilómetros al norte de la ciudad de Foz do Iguaçu, rodeado por el “Parque da Piracema”.
El inicio de la construcción de la represa de Itaipú ocurrió en enero del 1975. En octubre de 1978, tras represar provisoriamente las aguas del Paraná mediante coferdanes, fue abierto el canal de desvío de ese río, que permitió secar el trecho del lecho original del curso para poder allí construir la presa principal, de hormigón. En octubre de 1982 las compuertas del canal de desvío fueron cerradas. En solo 14 días el nivel de las aguas del embalse subió más de 100 metros, llenándolo por completo, llevando a la creación de un enorme lago con una superficie de 146 000 hectáreas, 151 km de largo, 21,5 metros de profundidad media y 170 m de profundidad máxima.
El 5 de noviembre de 1982, liberando el agua del lago con la apertura de las 14 compuertas del vertedero de la represa, se dio por inaugurada la que por varias décadas fue la hidroeléctrica más grande del mundo. En mayo de 1984 entró en operación la primera turbina de Itaipú.
Originalmente se inauguró sin ningún sistema de transferencia de peces. A los pocos años se comenzó a construir un “canal de reproducción”, pero el ritmo de ejecución era muy lento. Recién dos décadas después de haberse ocluido el pasaje, fue repuesta la comunicación biológica gracias a la finalización y puesta en funciones del canal de la Piracema, en diciembre de 2002. En mayo de 2006 se inauguró en su sector medio el anexo “canal Itaipú”, para la práctica de deportes acuáticos.

## Características

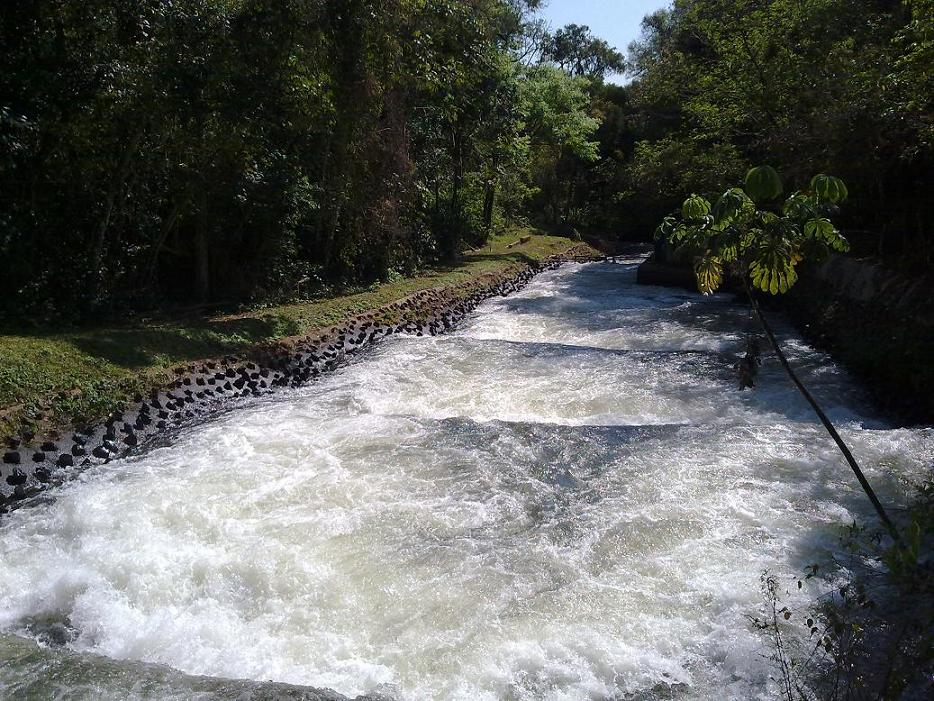
Canal de la Piracema, un río artificial situado en el lado brasileño de la represa de Itaipú.

Con una longitud de 10 km, el Canal da Piracema es considerado el canal de transferencia artificial más largo del mundo. Su caudal medio es de 12 m³/s. Para su desarrollo se aprovechó la existencia de un curso fluvial natural, el río Bela Vista, al que se modificó adosándole también un sistema de canales y lagunas intercalas y algunas estructuras en barrera para limar la potencia energética que contiene el torrente que desciende por él.
Recorrido general de las aguas
La boca de entrada comienza en la margen izquierda (este) del embalse de Itaipú, a 6,6 km al este de los vertederos y a 4,8 km de la turbina más cercana. En ese sector inicial el lago tiene una profundidad media de 3,5 m. Primeramente el recorrido transcurre por la sección plenamente artificial. Posteriormente se conecta con el primitivo cauce del río Bela Vista, continuando por este durante 6700 metros hasta la desembocadura del mismo en el Paraná, a 2,5 km aguas abajo del murallón de la presa. Allí el Paraná presenta una anchura de 720 m, un caudal medio de aproximadamente 10 000 m³/s, y una velocidad media en superficie de 2 m/s.
Detalle del ascenso
Si se describe el recorrido al revés (en contracorriente), ese será el camino que toman los peces que intentan ascender al embalse. 
El primer inconveniente se encuentra en la propia entrada del sistema, la desembocadura del río Bela Vista, la cual queda semioculta ya que este vuelca sus aguas en el Paraná formando un ángulo de 60 º hacia atrás, lo cual disminuye el atractivo de penetración hacia el canal. Esta entrada se encuentra en las coordenadas: 25°26′43″S 54°36′12″O / -25.44528, -54.60333.
La primera sección son los 6,7 kilómetros del río Bela Vista, al cual se lo amplió para dejarlo con un ancho de entre 4 y 6 m, y se lo profundizó hasta los 50 cm en los bordes y 2 m en su centro. La pendiente promedio de este primer y largo tramo es de 4 %. Como este río originalmente presentaba algunas cascadas, las mismas fueron eliminadas al retirar las rocas que las formaban, aunque mantiene las características silvestres, con amplias curvas y selva a su alrededor. Luego pasa entre el Parque Tecnológico de Itaipú (PTI) y la Usina eléctrica Itaipú. Cruza la ruta de acceso a la represa y luego el sistema se prolonga turbulentamente durante 800 m por el antiguo cauce del arroyo Brasilia. A este se lo ensanchó a 5 m, llevando su profundidad a 50 cm en los bordes y 1 m en su centro. La pendiente promedio de este segundo tramo también es de 4 %. Rodeado de márgenes abruptos en medio de la selva, empalma luego con un tramo rectilíneo compuesto por escala del tipo de ranura, construida de hormigón armado, de 150 metros de largo, 5 m de ancho y 2,5 m de altura, con una pendiente de 6,25 %. Para aminorar la velocidad de la corriente posee alerones de hormigón interpuestos cada 4 m; cada uno de ellos presenta una ranura de 1 metro de ancho, de forma alternada, hacia un lado y otro de las márgenes. 
Este tramo concluye en dos descansos para los peces, un pequeño lago de 12 000 m² y 4 metros de profundidad y otro mucho mayor, de 14 hectáreas, con una profundidad de 5 m y una isla central de 140 m de largo. Sus márgenes poseen pasto y piedras. Están rodeados por el Parque da Piracema, inaugurado el 20 de noviembre de 2003. Aquí se encuentra un brazo de uso deportivo denominado “canal Itaipú”, inaugurado el 19 de mayo de 2006 con la realización de la 1º selectiva de canotaje eslalon de la Confederación Brasileña de Canotaje. También un mirador con vistas a todo el sector central del complejo.
Ambos lagos están unidos por otro tramo de escala del tipo de ranura en hormigón armado de una longitud de 521 m con una pendiente del 1,5 %. Al igual que anterior presenta barreras transversales para disminuir la energía del torrente. Desde el lago mayor parte otra escala mucho más larga que las anteriores, de 1600 m de longitud, de 12 metros de anchura máxima y pendiente variable, 3,1 % al comenzar,  baja a 2 % en su parte media, y llega a 0,8 % en la final. 
Toda la zona se enmarca por el refugio biológico Bela Vista, de frondosa selva. Desemboca en otro pequeño lago de descanso de 5000 m² y 3 metros de profundidad media. Desde ese lago parte otra escalera aún más larga que las anteriores, de 2400 m de longitud. La primera parte tiene 8 metros de ancho y está constituida por una zanja trapezoidal excavada en el basalto aluvial. Para reducir la velocidad de flujo presenta paredes internas transversales hasta casi el nivel del agua, así como deflectores de 60 cm de altura, con aberturas de 1 m, posicionadas a los lados de manera alterna. La pendiente es variable: al comienzo y final es fuerte: 5 %, mientras que en el sector media es suave: 0,7 %.  
Finalmente, la última sección se encuentra al llegar al embalse, es el área de toma del agua que recorrerá el canal, formada por estructuras de hormigón y una laguna de estabilización, ambas cubren una superficie de 4000 m² con 3,3 metros de profundidad media. Posee 3 compuertas de 2 m de altura, diseñadas para mantener el nivel máximo de la laguna de estabilización a 45 cm por debajo del nivel de la superficie del embalse, con el objetivo de reducir la velocidad de entrada del agua por las esclusas de ingesta a cifras menores a 3 m/s a lo largo de todo el sistema. En la margen sur de esta última sección se suceden las localidades de Vila C y Bela Vista de Itaipú y, junto al lago, el refugio biológico Bela Vista. La boca de entrada del agua y salida de los peces se encuentra en las coordenadas: 25°26′20″S 54°33′20″O / -25.43889, -54.55556.

## El sistema “by-pass” y los peces migratorios del Paraná
Los sistemas de transferencia de peces del tipo “by-pass”, basados en canales migratorios artificiales, son los que más imitan el curso de un río natural, destacando su eficacia en permitir las migraciones tanto ascendentes como también las descendentes hacia las porciones fluviales río abajo, las cuales son muy necesarias en la ictiofauna sudamericana. Se construyen con un recorrido muy ondulante o meandroso y fondo en pendiente, pudiendo combinarse con tramos con barreras, además de pozas y pequeñas lagunas, para que los peces se repongan del extenuante ascenso.
En las grandes cuencas de América del Sur, como es el caso de la del Plata al cual pertenece el Paraná, es elevado el número de especies de peces conocidos como diádromos, pótadromos e iteróparos porque parte o toda la población emprende anualmente migraciones obligadas, con fines tróficos o sexuales, con desplazamientos de cientos a 1500 kilómetros hasta alcanzar el destino (cifra a la que se debería duplicar al sumar el recorrido de regreso), a velocidades medias de 20 kilómetros por día. Migran por los ríos y sus principales afluentes de toda la cuenca, sin nunca salir de la misma, ni siquiera a aguas salobres, viajando río arriba y volviendo en menos de un año, teniendo actividad reproductiva numerosas veces durante su prolongada vida, siendo además reófilos en sus etapas juveniles. Este comportamiento en donde se observa la necesidad de emprender largas migraciones se da en especial en los grandes characiformes y silúridos, los que constituyen la inmensa mayoría de la biomasa de las comunidades ictiofaunísticas de los grandes ríos.
Del total de la ictiofauna del río Paraná el porcentaje de peces migratorios es del 27,7 %.
En la zona de Itaipú realizan extensas migraciones, entre otras: el dorado (Salminus brasiliensis), pirápitáes (Brycon orbignyanus), pacúes (Piaractus mesopotamicus, Mylossoma), sábalos (Prochilodus), bogas (Leporinus), armados (Oxydoras, Pterodoras), manguruyúes (Zungaro zungaro), bagres (Rhamdia), surubíes (Pseudoplatystoma corruscans, Pseudoplatystoma reticulatum), etc.

## Desempeño
Alrededor de 130 especies de peces —hasta 2006— fueron registradas transitando por el canal de la Piracema, de las aproximadamente 180 especies que componen la ictiocenosis del embalse de Itaipú, del cual se extraen unas 1300 toneladas de pescado al año. El total de la ictiofauna de la alta cuenca del río Paraná ronda las 310 especies.
Dentro del propio canal los peces que lo utilizan son monitoreados y estudiados por la Entidad Itaipú Binacional en sociedad con la Universidad Estatal del Oeste del Paraná (Unioeste) y la Universidad Estatal de Maringá (UEM).
A ejemplares de especies de gran tamaño se les implanta radio transmisores, los que emiten señales que son captadas y almacenadas por 5 estaciones radioreceptoras, dispuestas a lo largo del canal de la Piracema, con la finalidad de que los datos recabados ayuden a comprender las migraciones de los peces de ese río. Por ejemplo, un ejemplar marcado en dicho canal fue encontrado 625 km al norte, en el embalse de la represa de Puerto Primavera.
De una manera más amplia, el fenómeno de las migraciones de la ictiofauna del río Paraná es investigado, a lo largo de más de 1000 km de su curso y el de sus afluentes, por la Entidad Itaipú Binacional en conjunción con el Grupo de Investigaciones en Recursos Pesqueros y Limnología de la Unioeste (Gerpel), con la central hidroeléctrica binacional de Yacyretá (en la frontera entre la Argentina y el Paraguay), y la central de Puerto Primavera (en el límite de los estados brasileños de São Paulo y Mato Grosso del Sur).
A pesar de sus mayores características naturales y el tiempo que gozó en su elaboración (se creó dos décadas después de la construcción de la hidroeléctrica) su eficacia presenta complicaciones. Entre el total de ejemplares de peces que logran pasar dominan pequeñas especies de Tetragonopterinae, de entre estas sobresale, por sus altos porcentajes, Bryconamericus exodon, especie representada por 8116 ejemplares en un estudio de la ictiofauna del canal de la Piracema en el cual se capturaron 21 987 peces, siendo la segunda especie en abundancia Apareiodon affinis con 6447 individuos.
Si se circunscribe el detalle solo sobre las grandes especies migratorias, las que con mayor facilidad logran ascender hasta las aguas del embalse son: Leporinus obtusidens, Leporinus elongatus seguidos por Prochilodus lineatus y Salminus brasiliensis. La mayor parte de los stocks de las otras especies migratorias si bien consiguen ingresar al sistema de ascensos, el número de ejemplares que prosigue es cada vez menor en la medida en que el camino hacia el gran lago asciende los cerca de 120 metros de desnivel, por lo extenuante que les resulta.
Entre las ventajas que reviste se señalan que cuenta con una casi ilimitada capacidad de transferencia, el que permite simular las condiciones naturales de un río, que posee un amplio espectro de velocidades de agua y que es apto también para migraciones descendentes.
Entre las desventajas se enumeran que en razón de que el sistema escogido precisa un porcentaje bajo de pendiente, presenta un recorrido demasiado largo y cansador en razón de la extraordinaria altura de la represa; además afecta a su correcto funcionamiento las variaciones del nivel en el reservorio. Por último, presenta un paso franco para especies no deseadas, por ejemplo, las exóticas invasivas.

## Daños ecológicos
Regionalmente, la construcción de la represa de Itaipú ha generado un grave daño ecológico en general, justificado como el precio que debe pagar la naturaleza en aras del desarrollo humano. Específicamente en lo que a la ictiofauna paranaense atañe, el perjuicio mayor del canal de la Piracema fue exacerbar —y hacerla irreversible— la artificial conexión entre dos ecorregiones, las cuales por más que estuvieran posicionadas en un mismo río, una seguida inmediatamente por la otra, permanecieron geográficamente aisladas durante millones de años, hasta el año 1982, cuando fue llenado el valle de inundación del embalse de Itaipú, dejando bajo él, totalmente cubiertos por el nivel del lago, a los saltos del Guairá, los que gracias a un estimado de 49 millones de litros por segundo, eran en volumen la mayor catarata del mundo, siendo más del doble del caudal de las cataratas del Niágara y 12 veces superior al de las cataratas Victoria. El desnivel de 40 m de altura que las generaba (producido por la intercepción de la sierra de Iguatemy, un ramal oriental de la Sierra de Maracayú), impedía que las especies de peces que habitaban en el tramo superior del río lograran expandirse hacia aguas abajo, y viceversa, manteniendo ambos ecosistemas unidos por las mismas aguas pero evolutivamente separados totalmente. Por esta razón, familias y hasta órdenes de peces interrumpían su geonemia hasta la base misma de los saltos, mientras que por su parte otros taxones hacían lo propio aguas arriba de los mismos, limitados hasta el comienzo mismo del precipicio. Esta separación ictiofaunística fue tan drástica y prolongada que determinó que los ecosistemas acuáticos que los saltos dividían se correspondan con dos ecorregiones de agua dulce distintas: Paraná superior e inferior, para los tramos homónimos de ese curso fluvial.
Cuando en el año 1982 se cerró el canal de desvío del río Paraná, las aguas represadas por el dique comenzaron a acumularse y a subir la altura del embalse, y acompañándolas hizo lo propio la ictiofauna que había quedado retenida entre los saltos del Guairá y el cerramiento del canal de desvío, ya que no se implementó ningún tipo de eliminación de la fauna allí contenida. 
Al llegar el nivel del embalse hasta el borde superior de los saltos del Guairá, las poblaciones de las especies de peces que habían quedado en el nuevo lago pudieron por primera vez en millones de años expandirse más allá de dichas cascadas, por el tramo superior del río en un nuevo hábitat de cientos de kilómetros de longitud, compuesto por su cauce principal más los de sus afluentes superiores y formadores en la alta cuenca, como los ríos: Grande, Paranaíba, Tieté, y Paranapanema, entre otros. Sus ictiocenosis no estaban adaptadas a eludir los ataques predatorios de eficientes peces carniceros, como los nativos del río Paraguay y del bajo y medio río Paraná, que habían estado ausentes en los procesos evolutivos de la alta cuenca. 
El canal de la Piracema agravó este problema al permitir el refuerzo de las primitivas poblaciones invasivas con la inyección constante y perpetua de más ejemplares que aumentan la diversidad genética de las primeras, más la incorporación virtualmente de todas las especies que vivan o se extiendan por el tramo paranaense del nordeste argentino, tanto las nativas como las exóticas introducidas. Para el año 2009, del total de 37 especies que desde el curso inferior fueron encontradas invadiendo el tramo superior gracias a las obras de Itaipú, 33 especies han logrado establecerse con éxito en el nuevo territorio, por lo que técnicamente deberían allí ser catalogadas como peces invasores exóticos, y promover su eliminación. Tres de estas especies están ahora entre las más abundantes de las que habitan el reservorio: Loricariichthys platymetopon, Parauchenipterus galeatus y Serrasalmus marginatus, esta última ha afectado a las poblaciones de la especie nativa de piraña del alto Paraná  Serrasalmus maculatus.
Como contraparte, las especies que habitaban en la cuenca ubicada aguas arriba de los saltos del Guairá, tanto las nativas como varias especies introducidas por vía antrópica, con sus vertederos, las turbinas y especialmente con el canal de la Piracema, lograron ellas también expandirse hacia aguas abajo con las mismas características fisicoquímicas en sectores inferiores del río Paraná que les resultaron siempre ajenos, habiéndose capturado por esta razón, ejemplares de esas especies en el extremo nordeste de la Argentina (país en donde antes de construirse Itaipú no habitaban), por ejemplo Leporinus octofasciatus (endémica del alto Paraná), el dorado plateado (Salminus hilarii)  y especies amazónicas previamente introducidas en el Paraná superior: la corvina de río gigante (Plagioscion squamosissimus) y y dos especies de tucunarés (Cichla).
De allí que el riesgo a largo plazo de que se produzcan numerosas extinciones es elevado, incluso de especies que se podrían perder eventualmente sin siquiera la ciencia haber alcanzado a describir, ya que la biodiversidad ictiofaunística de la región aún es poco conocida y constantemente se publican nuevos descubrimientos. Por todo lo anterior el límite entre ambas ecorregiones pasó a ser ecotonal o difuso, no drástico como era originalmente, además de haberse trasladado su barrera máxima 150 km hacia el sur: la ahora permeable frontera representada por el murallón de Itaipú.

## Aprovechamiento deportivo
Además de las funciones ictícolas del canal de la Piracema, la sección media del mismo, presenta un denominado sector de aguas bravas canal Itaipú, también posee cualidades para la práctica de deportes acuáticos, por ejemplo del eslalon, canotaje y del rafting. De las dos últimas disciplinas ha acogido campeonatos brasileños, Panamericanos mundiales. En 2015 recibirá el mundial junior y el sub-23 de piragüismo.
También será sede del primer campeonato brasileño de surf de remo.
El sector de aguas bravas posee un desnivel de 7,2 metros en una longitud de 430 m. Al proyectarse se lo ideó para que presente un régimen turbulento típico de las aguas para competición, y que pudiese estar funcional con caudales entre 5 m³/s y 12 m³/s. Para las competencias se le colocaron grandes obstáculos como bloques y rocas los que también permiten la modulación de las corrientes.